# حكومة توفيق أبو الهدى التاسعة
حكومة توفيق أبو الهدى التاسعة هي الحكومة السادسة العشرون من حكومات المملكة الأردنية الهاشمية. شكّل توفيق أبو الهدى الحكومة في 8 سبتمبر1951م، بتكليف من ملك الأردن طلال بن عبد الله. وقد حلّت الحكومة في 27 سبتمبر 1952.

## الاعضاء
| التسلسل | الاسم                            | المهام الوزارية                |
| ------- | -------------------------------- | ------------------------------ |
| 1       | دولة السيد توفيق ابوالهدى        | رئيسا للوزراء ووزيرا للخارجية  |
| 2       | دولة السيد سعيد المفتي           | نائبا للرئيس ووزيرا للداخلية   |
| 3       | سماحة الشيخ محمد الامين الشنقيطي | قاضيا للقضاة                   |
| 4       | معالي السيد سليمان السكر         | وزير للتجارة والاقتصاد         |
| 5       | معالي السيد روحي عبدالهادي       | وزير للمعارف                   |
| 6       | معالي السيد انسطاس حنانيا        | وزير للعدلية والانشاء والتعمير |
| 7       | معالي السيد هاشم الجيوسي         | وزير للمواصلات                 |
| 8       | معالي الدكتور جميل التوتنجي      | وزير للصحة والشوؤن الاجتماعيه  |
| 9       | معالي السيد سليمان طوقان         | وزير للزراعة والدفاع           |
| 10      | معالي السيد عبدالحليم النمر      | وزير للمالية                   |

### التعديلات الحكومية
| التسلسل | الاسم                           | المهام الوزارية               | تاريخ بلاغ التعديل |
| ------- | ------------------------------- | ----------------------------- | ------------------ |
| 1       | معالي السيد عارف العنبتاوي      | وزير للعدلية وقاضيا للقضاة    | 08/04/1952         |
| 2       | معالي السيد سليمان السكر        | وزير للدفاع                   | 30/04/1952         |
| 3       | معالي السيد خلوصي الخيري        | وزير للصحة والشؤون الاجتماعية | 30/04/1952         |
| 4       | معالي السيد احمد محمود الطراونه | وزير للزراعة                  | 30/04/1952         |

## روابط خارجية
- حكومات توفيق ابو الهدى - موقع رئاسة الوزراء